# Maidstone
Maidstone – miasto w Wielkiej Brytanii (Anglia), ośrodek administracyjny hrabstwa Kent, w dystrykcie Maidstone, nad rzeką Medway. W 2021 roku miasto liczyło 109 490 mieszkańców. Maidstone jest wspomniana w Domesday Book (1086) jako Meddestane.
W mieście rozwinął się przemysł piwowarski, narzędzi rolniczych, papierniczy oraz poligraficzny.